# DMM.com
合同会社DMM.com是一家總部位於日本東京的公司，業務以營運電子商務網站DMM.com為主，主要從事網路販售等相關事業，於2017年推出繁體中文版網站服務。截至2024年2月，平台已有超過4,500萬名的註冊用戶。

## 歷史
- 1986年 - 龜山敬司於日本石川縣影像租賃店並創立KC股份有限公司（現DMM.com Base）作為母公司。
- 1990年 - 成立北都集團（現CA集團）開始成人影像版權業務。
- 1998年7月 - 線上影音播放平台「DMM」正式開始營運。
- 1999年11月17日 - 在加賀市成立Digital Media Mart股份有限公司（現DMM.com）。
- 2000年 
  - 4月 - DOOGA股份有限公司（現DMM.com Labo）成立。
  - GOT股份有限公司發行成人影像雜誌「月刊DMM」創刊。
  - 7月 - 開始線上漫畫業務。
- 2002年
  - 總公司搬入澀谷區惠比壽的Yebisu Garden Place。
  - 7月 - 以線上購物、線上影音作為主要項目的「DMM」官方網站正式啟用。
- 2003年
  - 4月 - 開始DVD線上租片服務。
  - 7月4日 - 由Digtal Media Mart開發的線上影音、遊戲、電子書網站「DMM.com」開始營運。
- 2004年 - 開始月額影片看到飽服務。開始電子書服務。
- 2005年 - 線上租片服務除了影像外增加音樂CD、漫畫租借服務。
- 2007年6月 - BtoB Market Place公開。
- 2008年7月 - DMM.TV服務開始。
- 2009年
  - 2月 - 「AKB48 LIVE!! ON DEMAND」月付式影片服務開始。
  - 3月 - SVC證券改名「DMM.com證券」，進入外匯事業。
  - 6月29日 - Digital Media Mart收購SVC證券，SVC證券成為Digital Media Mart的子公司。
  - 7月 -「DMMFX」開始正發營運。
  - 8月 - DMM.TV for Blu-ray Disc服務開始提供 。
- 2010年
  - 4月 - 開始提供流行相關及Nandemo租賃服務（現Iroiro Rental）。
  - 8月3日 - DMM POINT OPTION開始提供服務。
  - 12月1日 - DMM COUPON開始提供服務。
- 2011年
  - 2月1日 - Digital Media Mart公司改名為DMM.com股份有限公司。DOOGA股份有限公司正式更名為DMM.com Labo股份有限公司。
  - 4月13日 - DMM.水開始營運。
  - 6月 - 開始提供慈善拍賣服務。
  - 9月12日 - DMM COUPON停止服務。
  - 9月15日 - DMM POINT OPTION停止服務。
  - 12月 - 開始智慧型手機遊戲開發。
- 2012年
  - 2月 - 發展太陽光發電事業。並開始向企業及公司行號提供太陽能發電建設及設置。
  - 2月17日 - 發行對應iPhone及iPad的電子書籍應用程式「DMM Books」。
  - 4月 - 手機版線上遊戲開始營運。
  - 5月 - 開始提供DMM×Charirot服務。
  - 7月 - 2.5次元TV公開。
  - 8月 - PC版線上遊戲開始營運。[2]
  - 9月28日 - DMM.TV for Blu-ray Disc 停止服務。
- 2013年
  - 4月23日 - 由角川遊戲開發、提供及營運的網頁遊戲《艦隊Collection -艦Colle-》的會員數突破100萬。
  - 5月 - 線上英語教學平台「DMM英會話」提供服務。
  - 7月 - 開始提供3D印刷服務。並將OVERRIDE股份有限公司（現DMM.com OVERRIDE）納入並成為集團子公司。
  - 8月 - 開始吃老虎機等情報 DMM P-TOWN 服務。
  - 10月 - 開始線上揪團聚餐服務「肉會」。
  - 11月 - 開始於日本全國超商販賣DMM現金卡（現DMM預付卡）。
- 2014年
  - 3月 - 於PlayStation Vita中提供影片串流服務。
  - 4月 - 開始舉辦首屆由AV女優、及成人影片的各式製作獎項的「DMM Adult Award」。
  - 8月 - 日本地區及數量限定販賣「DMM冰」 。
  - 11月 - 開始提供VR影片串流服務。
  - 11月11日 - 於日本秋葉原開設「DMM.make AKIBA」，支援各項發明及硬體、人工智能等。
  - 12月 - DMM mobile開始營運。
- 2015年
  - 1月 - DMM.make ROBOTS開始營運。
  - 2月 - DMM.make開提提供眾包服務。
  - 5月 -偶像聲援軟體「DMM.yell」正式上線營運。
  - 7月16日　DMM.com正式接管並重新開始營運首個中文線上成人遊戲平台Samurai-Games。[3]原代理公司DMM.com AP結束營運。[4]
  - 8月- WideWireWorks股份有限公司正式更名為DMM.futureworks並納入DMM集團之一。
  - 8月6日- DMM.make STORE 開始營運。
  - 9月- 3DCG全息影像常設劇場「DMM VR THEATER」於横浜駅西口開幕。海外版DMM.make STORE開始營運。
  - 10月 - 開始提供PlayStation 4用影片串流服務。
- 2016年
  - 1月 - 收購遊戲評論網站「Hachima起稿」。並於同年10月轉賣給INSITE股份有限公司。
  - 1月 - DMM P-TOWN 廣告業務由原TIS股份有限公司轉回DMM.com股份有限公司管理。
  - 2月 - DMM.lounge（現DMM線上演講/線上沙龍）開始營運。
  - 3月 - DMM.Africa成立。
  - 5月 - DMM線上演講開始營運。
  - 6月 - DMM Starter服務開始營運。
  - 7月 - 由富士電視台所舉辦的「夢大陸2016」遊樂園區内，由DMM.com、Team Labo、富士電視台共同舉辦「DMM.Planet Art by teamLab」視覺藝術展覽。
  - 9月 - 受到人權團體「Human Rights Now」的兒童保護法相關報告書內提出指摘，所有於影片製作時未滿18歲的藝人及女優、寫真女星等所有演出的影像及發佈流通全面停止。
  - 10月 - 售出成人影像製作公司CA集團並獨立，DMM集團將不再製作、拍攝成人影像業務。
  - 12月6日 - 創辦人龜山敬司會長於公司內部進行視訊發表及對外發表新聞稿，將於2017年1月4日由pixiv創辦人片桐孝憲接任社長。
  - 12月 - 提供企業及個人用戶辦公室、家庭清掃服務DMM Okan（家事老媽）正式提供服務。
  - 12月 - 成立一般社團法人DMM學院。
- 2017年
  - 1月11日 - DMM.com取得IJET股份有限公司全部股權並納入集團內成為子公司。
  - 1月27日 - DMM.com取得PicApp股份有限公司及Nana Music的全部股權並納入集團內成為子公司。
  - 2月 - DMM.com取得Synapse股份有限公司全部股權並納入集團內成為子公司。
  - 3月 - 集團總部由惠比壽搬遷至日本東京港區六本木「六本木Grand Tower」。
  - 4月 - DMM.com取得於盧旺達共和國進行軟體開發及營運的HEHE LABS股份有限公司全部股權並納入集團內成為子公司。
  - 4月 - DMM.com出資AC GROUP Ltd.於盧旺達共和國提供公共交通非接觸式電子票證系統智慧卡服務。
  - 4月26日 - 於PlayStation 4上所提供的影片串流軟體正式對應PlayStation VR。
  - 5月 - DMM集團內各公司管理部門業務由原DMM.com Base股份有限公司交由DMM控股集團（現DG控股集團）進行管理。
  - 6月 - DMM集團成立足球事業部，並取得有參與營運比利時足球甲級聯賽的皇家聖特賴登股份有限公司的部份股份，成為商業夥伴。後於11月完全收購，成為持有者。[5]
  - 7月 - 提供PC遊戲月付定額任玩的「DMM GAMES PREMIUM」上線提供服務。
  - 8月 - DMM集團出資Onokuwa股份有限公司，該公司以開發使用原始加密貨幣的創建者支持服務。
  - 11月 - DMM集團發表新聞稿表示取得比利時足球甲級聯賽經營權。
  - 11月 - 旗下中文遊戲平台Samurai-Games內遊戲陸續下架，其中以深受玩家喜愛的《美少女花騎士》下架引起玩家極大不滿。
  - 11月20日 - DMM平台提供支付寶支付方式，但受到各方的關注後於服務上線24小時後停止並緊急下架。
  - 11月29日 - DMM GAMES 中文版宣佈正式上線，同時結束與台灣方面合作營運的DMM自有首個中文平台Samurai-Games宣佈功成身退、結束營運並於2018年6月21日關站[6]，當中僅有《神姬PROJECT》能以帳號繼承伺服資料。

## 旗下主要公司
- DMM.com股份有限公司
- DMM.com Labo股份有限公司
- DMM.com證券股份有限公司
- DMM.com OVERRIDE股份有限公司
- DMM.futureworks股份有限公司
- DMM.com Base股份有限公司
- DMM.staff股份有限公司
- DMM Academy（一般社團法人DMM學院）

## 事業體及服務
- DMM GAMES
  - 從事遊戲製作
- DMM英会話（國際版本為Engoo）
  - 線上英語教室
- DMM.make
  - 3D printer事業、機器人及AI智能開發
- DMM.Africa
  - 非洲各項事業開發
- DMM Academy
  - 人才培育事業
- DMM.mobile
  - 手機及網路、wifi業務

- DMM 光
  - 光纖網路服務
- DMM 電子書籍
  - 漫畫、二次元等線上漫畫提供
- DMM 影片
  - AKB等頻道的營運
  - 動畫、戲劇等內容提供
- DMM 網路購物（限日本地區）
- DMM DVD/CD出租
- DMM IROIRORENTARU（各式各樣租賃）
  - 生活用品租貸事業
- DMM 電子門票
  - 各式線上電子門票販售
- DMM 演講委託
  - 承辦各式講座及講師派遣
- DMM 能源事業
  - 太陽能發電板開發及太陽能發電廠營運、生物質事業
- DMM pictures
  - 動畫製作公司並提供線上動畫影音串流
- DMM P-TOWN
  - 柏青哥、拉霸機情報提供
- DMM FX
  - 金融產品業務（外匯保證金交易）
- DMM.E
  - 舉辦各式活動的線上平台
- DMM.yell
  - 偶像聲援軟體
- DMM VR THEATER
  - 3DCG全息影像常設劇場
- DMM 線上沙龍
  - 會員制情報交流服務
- DMM競輪
  - 自行車競賽投注
- DMM Okan
  - 家事委託
- DMM Banusy
  - FX項目之一，以養賽馬的方式新式投資業務
- FLEVO
- DMM.HEHE Ltd. 
  - 於非洲盧旺達共和國以軟體開發為核心的子公司。

## 已終止的服務項目
- DMM.肉会 - 已於2016年4月25日，交由株式会社Diraph接手管理。
- DMM風俗情報 - 已獨立成為 株式会社ジーオーティー（日语：ジーオーティー）
- IKUOO!
- DMM.TV for STB
- DMM.TV for Blu-ray Disc
- DMMポータブル
- DMMポイントオークション
- DMMクーポン
- SEXゲーム「Virtual Sex Club」
- JOSSY by DMM
- DMMコミュニティ
- DMM.水
- DMMニュース - 已獨立成為由メディアシンク株式会社所經營的"デイリーニュースオンライン"。
- Samurai-Games (已由DMM GAMES整併並開放繁體中文版遊戲重新營運)

## 外部連結
- DMM集團官方網站（页面存档备份，存于）（日語）
- DMM.com（页面存档备份，存于）（日語）
- DMM.R18（页面存档备份，存于）（日語）
- R18.com（页面存档备份，存于）（繁體中文）（英文）
- DMM.com的X（前Twitter）
- DMM.com的Facebook專頁
- DMM.com的Instagram帳戶
- YouTube上的DMM.com頻道